# Хааконплан (стадион)
Стадион «Хааконплан» (швед. Haakonplan) — спортивное сооружение в Вестеросе, Швеция. Сооружение предназначено для проведения матчей по хоккею с мячом. Арену для домашних игр использует, команда по хоккею с мячом — Тиллберга. Трибуны спортивного комплекса вмещают 1 500 зрителей.
Открыта арена в 2007 году. 
На стадионе проходили матчи чемпионата мира по хоккею с мячом 2009 года.
Инфраструктура: искусственный лёд.

## Информация
Адрес: Вестерос, Vasagatan, 69